# Elvis Sings Flaming Star
Elvis Sings Flaming Star är ett samlingsalbum av den amerikanske sångaren och musikern Elvis Presley, utgivet den 28 mars 1969 av RCA Records på dess budgetmärke, RCA Camden. Ursprungligen utkom albumet dock i exakt samma utformning men under namnet Singer Presents Elvis Singing Flaming Star and Others redan den 1 oktober 1968. Under de första fem–sex månaderna fanns albumet tillgänglig endast i utvalda butiker som saluförde produkter från Singer Sewing Machine Company. Singer hade sponsrat den tv-special med Elvis som skulle sändas på tv i december, och hade som del i uppgörelsen fått möjlighet att marknadsföra denna genom en exklusiv rätt att sälja albumet i sina butiker.
Albumet fick sin första globala kommersiella lansering när det återutgavs i mars 1969 genom de vanliga återförsäljarkanalerna som Elvis Sings Flaming Star, och blev med katalognummer CAS 2304 det första Elvis Presley-budgetalbumet på RCA Camden-etiketten.
Albumet nådde som bäst plats 96 på Billboards popalbumlista i USA, men så högt som 2:a plats på UK Albums Chart i Storbritannien. Under det första året hade det sålt en halv miljon exemplar i USA, och på Recording Industry Association of America (RIAA) certifierades det guld den 15 juli 1999 och platina den 6 januari 2004 efter att ha sålts i fler än en miljon exemplar.

## Sponsorn Singer

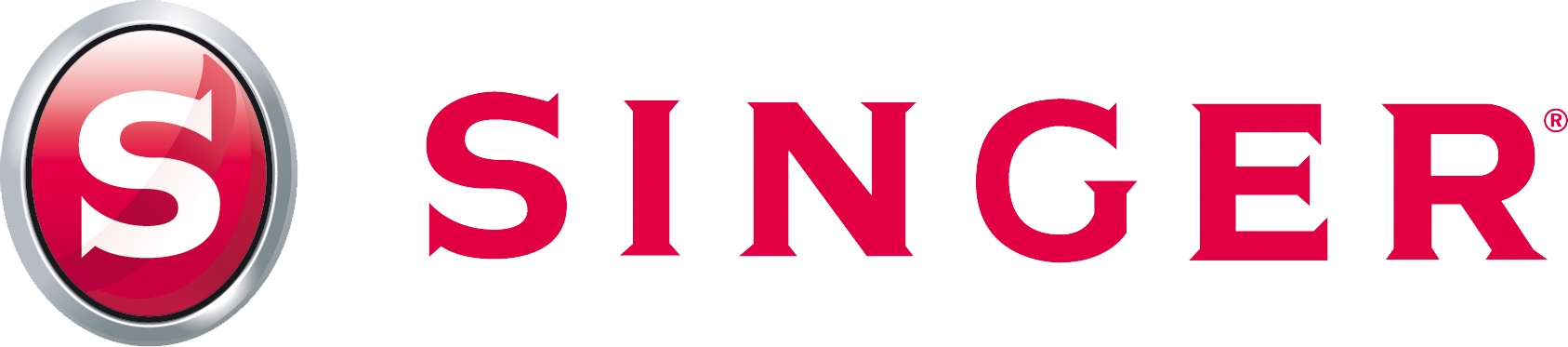
Singers logotyp från 1961 och framåt.

Singer Sewing Company agerade sponsor åt Elvis 68-tv-special, vilken hade spelats in i juni 1968 och skulle sändas på tv-kanalen NBC i december samma år samtidigt som ett musikalbum från showen skulle utkomma. Elvis manager, överste Tom Parker, och RCA gav Singer ett exklusivt tillstånd att under en begränsad tid med början i oktober 1968 i sina butiker få sälja det nyskapade budgetprisalbumet Singer Presents Elvis Singing Flaming Star and Others.

## Camden-utgivningarna

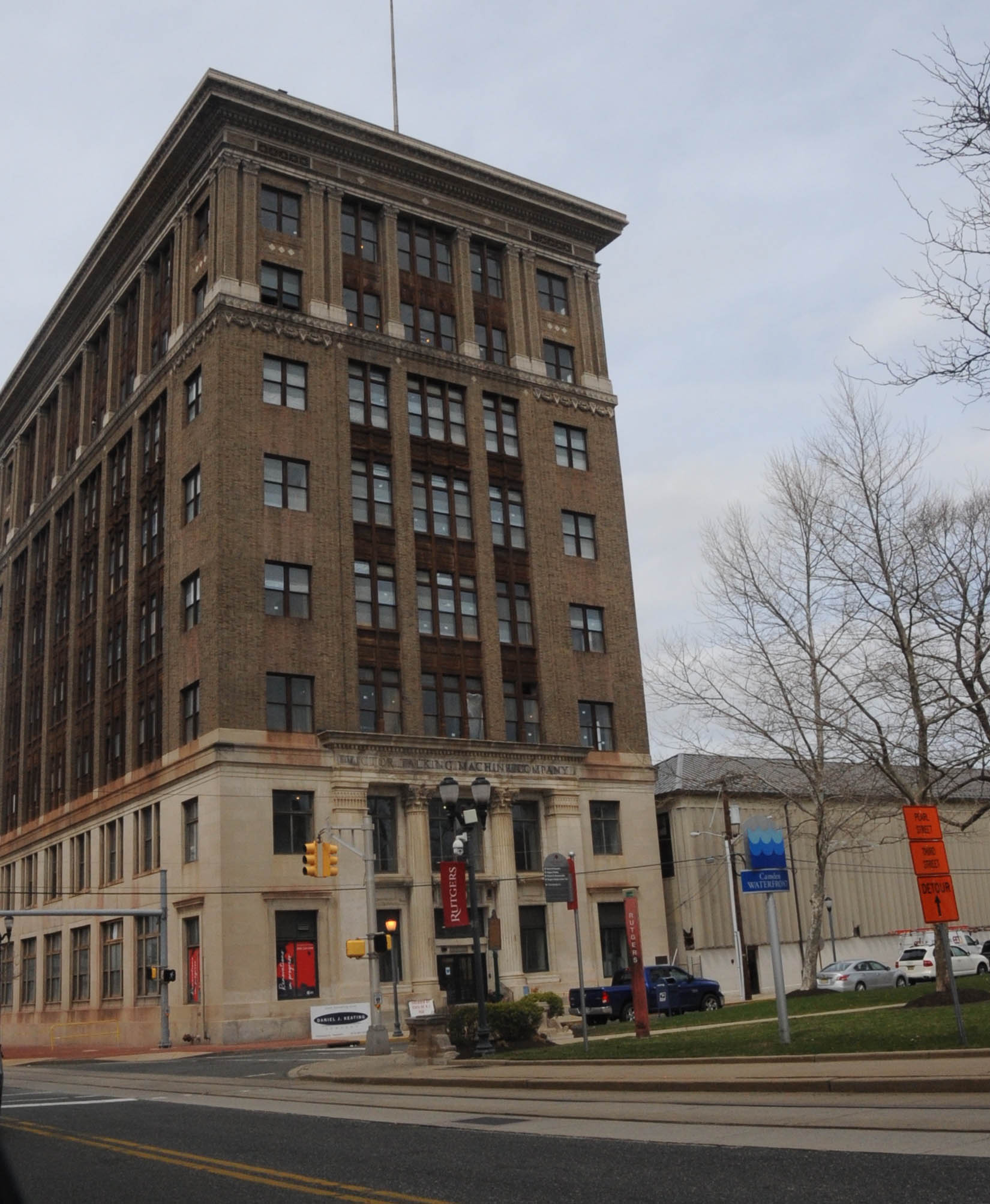
RCA Victors tidigare administrationsbyggnad i Camden, New Jersey.

RCA lanserade sitt skivmärke Camden i början av 1950-talet. Det fick sitt namn från staden Camden i New Jersey där RCA hade haft sitt huvudkontor från det att företaget grundades 1901. Skivmärket tillkom i syfte att kunna ge ut äldre produkter till ett lägre pris.
Elvis Sings Flaming Star var det första Elvisalbumet att utkomma på Camden-etiketten i mars 1969, och Separate Ways var det tionde och sista i den ursprungliga serien att utkomma i december 1972.
Den 12 december 1969, efter att albumet Flaming Star redan varit ute på marknaden ett tag, upprättade Tom Parker ett kontrakt med RCA om att ge ut fyra Camden-album mellan påsken 1970 och påsken 1971, med en möjlighet för RCA att ge ut ytterligare två album under 1971 – något de också gjorde. Ett nytt kontrakt skrevs i mars 1972 gällande ytterligare tre album under året. Parker och Elvis delade lika på ersättningen från försäljningen av dessa album och Parker och den ansvarige på RCA skulle enligt uppgörelsen bestämma vad som skulle ges ut och när det skulle ges ut, utan att kontraktet gav Elvis något inflytande.
Under de kommande åren skulle således ytterligare nio Camden-album komma ut under de ursprungliga kontrakt som skrevs med RCA. De sex första under det första kontraktet, Let's Be Friends (april 1970), Elvis' Christmas Album (augusti 1970), Almost in Love (oktober 1970), You'll Never Walk Alone (mars 1971), C'mon Everybody (juli 1971) och I Got Lucky (oktober 1971), var, med undantag för Elvis' Christmas Album (som i huvudsak var en återutgivning av originalutgåvan från 1957) och You'll Never Walk Alone (som bestod av gospelsånger), mycket lika Elvis Sings Flaming Star i sin utformning. De hade alla kort speltid, ofta långt under 30 minuter, och de innehöll en mängd låtar från Elvis filmer – låtar som antingen inte hade givits ut förut (som regel för att filmerna inte åtföljdes av någon LP) eller hade utkommit på endast EP-skivor.
Camden-albumen kompletterades ibland med låtar som hade spelats in för en viss film men inte kommit med i denna, och äldre material återanvändes för nya kommersiella och konstnärliga ändamål. Låtarna på albumen ordnades inte kronologiskt efter när de spelades in eller efter när filmerna utkom, utan i stället efter tema, genre och stämning. På många av albumen låg det dock en hel del planering bakom valet av låtar och teman. Albumen förpackades också på ett sätt så att de gav intryck av att det var en helt ny Elvis-utgåva.
De återstående tre albumen, Elvis Sings Hits from His Movies, Volume 1 (juni 1972), Burning Love and Hits from His Movies, Volume 2 (oktober 1972) och Separate Ways (december 1972) avvek något från tidigare utgåvor. Efter den första serien album hade man i stort sett gett ut de tidigare outgivna låtarna och sådana som inte förekommit på något album, och man övergick därför till att inkludera låtar som redan fanns utgivna på andra album. De två sistnämnda albumen innehöll också var och en låtarna från de två hitsinglar som Elvis vid tiden för utgivningen låg på listorna med.
Elvis Camden-album har till och från kritiserats och ansetts utgöra ett konstnärligt felsteg. Dessa första Camden-album utkom samtidigt som Elvis låg högt på topplistorna, och under den period då Elvis gav ut hyllade album på RCA:s ordinare skivmärke, som exempelvis From Elvis in Memphis (1969), From Memphis to Vegas/From Vegas to Memphis (1969) och Elvis Country (I'm 10,000 Years Old) (1971). Frågan har gällt varför det var nödvändigt att ytterligare mätta marknaden med ett antal album innehållande låtar som var mindre kända och sådana som tidigare inte ansetts bra nog för att ge ut. Ernst Jørgensen och Julian Morris talar om "två Elvisar" i slutet av 1960-talet, "en exceptionellt begåvad och konstnärligt motiverad, en annan en uttråkad kommersiell handelsvara". Samtidigt fanns det på 1970-talet många yngre Elvis-fans som potentiellt hade råd att köpa dessa budgetskivor, vilka såldes för ungefär hälften av det som andra skivor kostade, och därigenom fick ta del av åtminstone en liten del av Elvis stora musikkatalog. Dessutom var Camden-albumen många gånger det enda sättet för samlaren att få tag på många av dessa annars otillgängliga låtar.

## Albumets innehåll

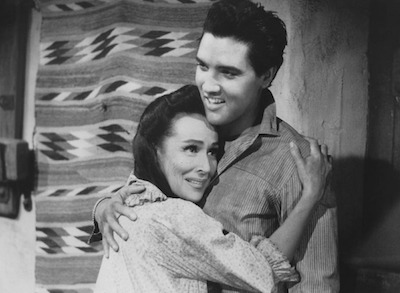
Dolores del Río och Elvis Presley i Flaming Star (1960).

Frånsett titelspåret "Flaming Star" hade ingen av låtarna givits ut tidigare. Fem av dem hade inte ens hörts tidigare. Albumet innehöll den tidigare icke utgivna Chuck Berry-låten "Too Much Monkey Business", inspelad i RCA:s Studio B i Nashville som uppvärmning under den uppföljningssession i januari 1968 som tillkommit för att producera en singel till den då redan inspelade filmen Stay Away, Joe. Med på albumet var också en liveinspelning från den 27 juni 1968 av Rufus Thomas "Tiger Man" från Elvis '68 Comeback Special. Eftersom albumet utkom före albumet från tv-specialen, blev "Tiger Man" den första låten som släpptes därifrån – en låt som ingick i den första klippta versionen av tv-showen, men som innan premiären byttes ut mot "Blue Christmas" efter Parkers krav på att specialen skulle innehålla en jullåt. "Tiger Man" kom emellertid senare med i programmet när det återutsändes. "Tiger Man" blev dessutom den första liveinspelningen någonsin av Elvis att släppas kommersiellt.

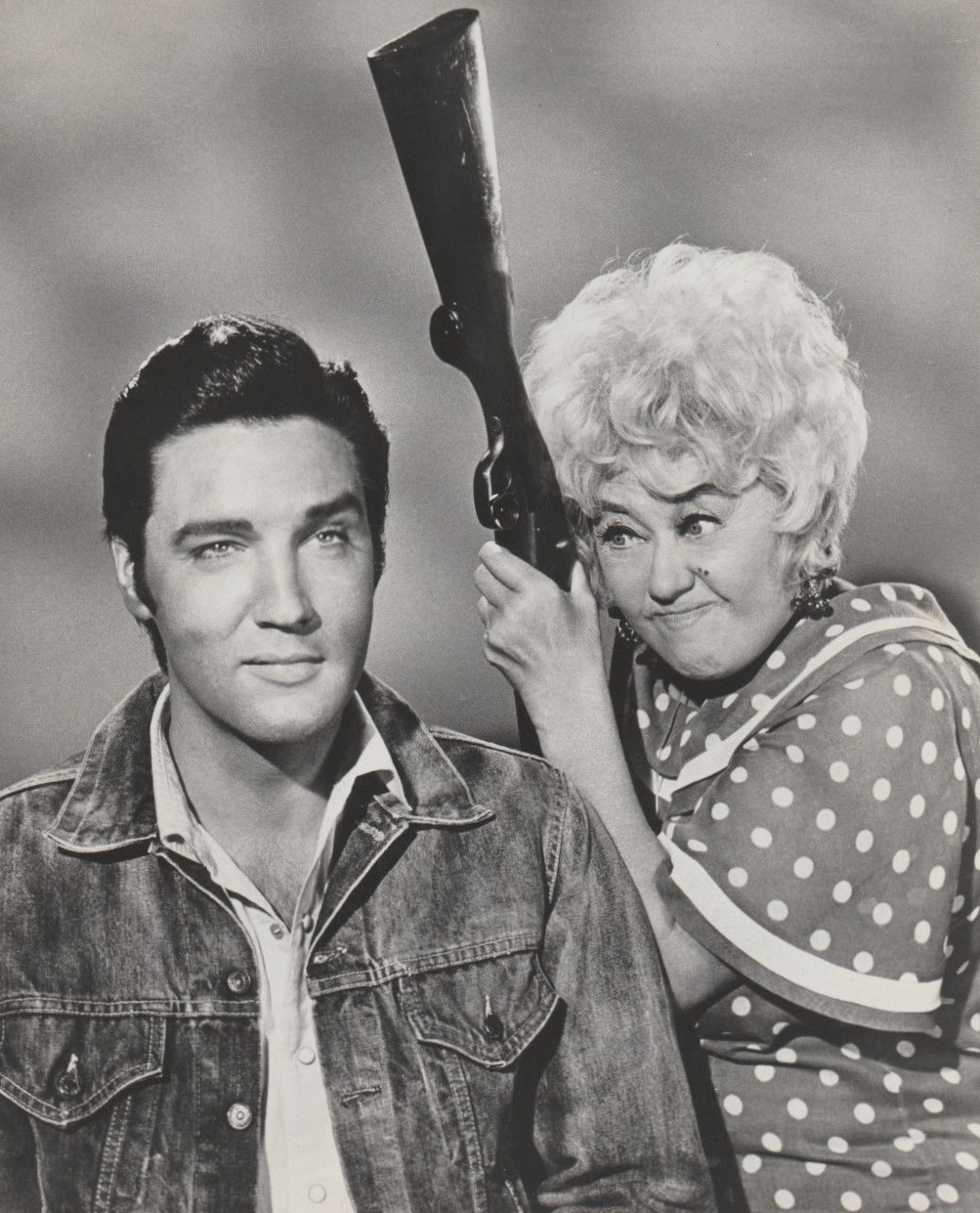
Elvis Presley och Joan Blondell i "Stay Away, Joe" (oktober 1968).

De övriga var låtar inspelade till Elvis filmer. "Flaming Star” var titellåten från Flaming Star (1960) och den hade givits ut 1961 på EP:n Elvis by Request: Flaming Star and 3 Other Great Songs. De resterande sex var outgivna överblivna filmlåtar. Tre hade spelats in till filmen Viva Las Vegas (1964). Medleyt "Yellow Rose of Texas" och "The Eyes of Texas" hade kommit med i filmen medan "Night Life" och "Do the Vega" inte hade det. "Wonderful World" hade skrivits av de brittiska låtskrivarna Guy Fletcher och Doug Flett för Eurovision Song Contest 1968. Alla sex bidragen i den nationella brittiska uttagningen (där Congratulations vann) framfördes av Cliff Richard bara två dagar innan Elvis spelade in låten den 7 mars 1968 med en av låtförfattarna nyskriven text anpassad för USA och filmen Live a Little, Love a Little (1968), där låten förekommer i öppningsscenen. "All I Needed Was the Rain" var från Stay Away, Joe (1968) medan "She's a Machine"  hade spelats in till Easy Come, Easy Go (1967) men inte använts i filmen.
Skivomslagets framsida har en bild på Elvis iförd cowboyutstyrsel – ett foto taget under produktionen av Elvis TV-special och som skulle anspela på titellåten "Flaming Star" från västernfilmen med samma namn.

## Försäljning och återutgivning
Albumet Elvis Sings Flaming Star nådde som bäst 96:e plats på den amerikanska Billboard 200-listan medan det i Storbritannien hamnade så högt som på plats 2 på UK Albums Chart. I USA sålde det en halv miljon exemplar under det första året, och RIAA lät certifiera det först guld den 15 juli 1999 och därefter platina den 6 januari 2004 för en försäljning av en miljon exemplar.
Efterhand har låtarna som ingår i de tio Camden-albumen återutgivits i olika former. Detta skedde framför allt 1975 när ett annat budgetskivmärke, Pickwick Records, återutgav alla 10 albumen. Elvis Sings Flaming Star var ett av de album som då utkom på Pickwick. Dessa Pickwick-album hade samma omslagsbilder som de ursprungliga RCA-albumen, även om illustrationerna i vissa fall hade modifierats. Andra variationer och sammanställningar med samma låtar fortsatte att släppas runt om i världen långt in på 1980-talet, och albumen har också alla getts ut på cd – Elvis Sings Flaming Star av Sony/RCA år 2006. Även om andra Elvis-album under årens lopp har släppts på Camden-etiketten, är det de tio Camden-albumen utgivna mellan 1969 och 1972 som utgör originalalbumen.

## Låtlista
| 1. | Flaming Star (från filmen Flaming Star)                     | Sid Wayne, Sherman Edwards             | 7 oktober 1960  | 2:25 |
| 2. | Wonderful World (från filmen Live a Little, Love a Little)  | Guy Fletcher, Doug Flett               | 7 mars 1968     | 2:08 |
| 3. | Night Life (inspelad till men inte använd i Viva Las Vegas) | Bernie Baum, Bill Giant, Florence Kaye | 9 juli 1963     | 1:48 |
| 4. | All I Needed Was the Rain (från filmen Stay Away, Joe)      | Sid Wayne, Ben Weisman                 | 1 oktober 1967  | 1:43 |
| 5. | Too Much Monkey Business                                    | Chuck Berry                            | 15 januari 1968 | 2:27 |

| 1.           | Yellow Rose of Texas / The Eyes of Texas (från filmen Viva Las Vegas) | Trad. / Fred Wise, Randy Starr               | 10 juli 1963      | 1:12/1:35 |
| 2.           | She's a Machine (inspelad till men inte använd i Easy Come, Easy Go)  | Joy Byers                                    | 29 september 1966 | 1:35      |
| 3.           | Do the Vega (inspelad till men inte använd i Viva Las Vegas)          | Bernie Baum, Bill Giant, Florence Kaye       | 10 juli 1963      | 2:20      |
| 4.           | Tiger Man (från 68 Comeback Special)                                  | Joe Hill Louis, Sam Phillips (som Sam Burns) | 27 juni 1968      | 2:39      |
| Total längd: | Total längd:                                                          | Total längd:                                 | Total längd:      | 19:52     |

## Listplaceringar

### Elvis Sings Flaming Star – Album
| Topplista (1969)                 | Högsta placering |
| -------------------------------- | ---------------- |
| Nederländerna (Dutch Charts)     | 1                |
| Norge (Album Top 40 Chart)       | 11               |
| Storbritannien (UK Albums Chart) | 2                |
| USA (Billboard 200)              | 96               |

## Certifieringar och försäljning
| Område     | Certifiering | Försäljning |
| ---------- | ------------ | ----------- |
| USA (RIAA) | Platina      | 1 000       |